# Pattantyús-Ábrahám Géza Ipari Szakközépiskola és Általános Művelődési Központ
A Győri SZC Pattantyús-Ábrahám Géza Technikum Győr-Moson-Sopron vármegyében, Győrben az Ikva utca 70. szám alatt található.

## Fekvése
Ma a PÁGISZ Győrben, Marcalváros (régen: Kun Béla) városrészben található.

## Tagozatok
A 2019. évi LXXX. törvény óta az iskolában megtalálhatóak a következőkben felsorolt technikusi képzések: 
- Automatikai technikus
- Elektronikai technikus
- Erősáramú elektrotechnikus
- Infokommunikációs hálózatépítő és -üzemeltető technikus
- Ipari informatikai technikus

## Történet
- 1963. augusztus 15-én létesült iskolánk jogelődje, a Gárdonyi Úti Gimnázium azzal a céllal, hogy minél több tanuló számára lehetővé tegyék az érettségi bizonyítvány megszerzését. Az intézmény egy évig a Révai Gimnázium épületében működött.

- 1964-ben az iskola a belvárosi Gárdonyi u.10. szám alatti épületbe költözött.
- 1965. évi 24. számú Elnöki Tanács törvényerejű rendelete az iskolát szakközépiskolává szervezte át.
- 1966-ban kezdődött a gimnázium szakközépiskolává alakítása: 4 első osztály indult, 2 villanyszerelő és 2 autószerelő szakkal.
- 1967-től működött a tanműhely. A későbbiekben ennek bővítése és folyamatos korszerűsítése rótta a legnagyobb feladatot az intézmény vezetőire.
- 1969-ben végzett az utolsó gimnáziumi évfolyam, s megkezdődött a felnőttoktatás.
- 1970. november 6-án tartott névadó ünnepség keretében vette fel az iskola a Kossuth-díjas tudós, gépészmérnök, Pattantyús-Ábrahám Géza nevét. Ekkor kötött az intézménnyel együttműködési szerződést az ÉDÁSZ, s az évek során egyre több vállalattal sikerült hasonló jó kapcsolatot kiépíteni.
- 1971-től a villanyszerelő szakot felváltotta a villamosenergia-ipari szak.
- 1978-tól már csak villamos szakra iskoláztak be elsős tanulókat.
- 1978-81 között zajlott az iskola teljes felújítása és a 3. emelet megépítése. Itt alakították ki az aulát, mely az iskolai ünnepségek színhelye lett. Helyszűke miatt azonban csak az udvaron vagy bérelt teremben lehetett olyan rendezvényt tartani, amelyen minden tanuló részt tudott venni.
- 1985-től a 9. és 10. évfolyamon általános képzés folyt. Megindult nappali tagozaton az ötéves technikusképzés.
- 1990-1993: a társadalmi és gazdasági igény kielégítése jegyében az erősáramú képzés mellett erősödik a gyengeáramú képzés.

Kialakulnak a közelmúltig tartó technikusképzés szakmacsoportjai: 
1. Elektrotechnikai technikus
2. Ipari elektronikai technikus
3. Automatizálási technikus

A képzés ekkor már a helyszűke miatt több épületben folyt. Már nemcsak a szakmai oktatás küzdött a helyhiánnyal, hanem a csoportbontás miatt a közismereti órákat tartó kollégák is.
2003. július 1-jén önkormányzati döntés következtében városunkban megszűnt a Balázs Béla Általános Iskola és ÁMK. Épületét iskolánk kapta meg, s ezzel az ÁMK jogutódja lett, vagyis közművelődési feladatokat is ellát. A költözés és felújítás megszervezése Lőrincz István igazgató úr munkája volt. Ezt követően 37 év munka után augusztus 1-jén vonult nyugdíjba. Utóda, a jelenlegi igazgató, Hollenczer Lajos lett. A munkálatok befejezése, az iskolai élet megszervezése az új körülmények között már az ő feladata lett. A megyeszékhely belvárosában található épületből így a város délnyugati peremén fekvő Marcalváros lakótelepre költözött iskolánk. Ennek következményei máig számos területen hatnak mindennapjainkra, legfontosabb tényezőként a beiskolázást említem meg.
A2003/2004-es tanévet a már nagyrészt felújított épületegyüttesben kezdtük meg. A felújítási munkák az anyagi lehetőségek szabta korlátok közt tovább folytak (színházterem, tantermek, ebédlő, uszoda, újabb laborok – a teljesség igénye nélkül).
2005/2006-os tanévtől intézményünkben nyelvi előkészítő osztály indult. Így a 2006/2007-es tanévet az eddigi 3 helyett 4 kilencedikes osztállyal indítottuk.

## Külső hivatkozások
- Az iskola hivatalos honlapja